# Sulcorebutia cylindrica
Sulcorebutia cylindrica là một loài thực vật có hoa trong họ Cactaceae. Loài này được Donald & A.B. Lau miêu tả khoa học đầu tiên năm 1974.